# پرتییو
پرتییو (به اسپانیایی: Portillo, Valladolid) یک شهرستان در اسپانیا است که در وایادولید واقع شده‌است.